# Masaharta
Masaharta o Masaherta va ser un noble egipci de la XXI dinastia. Va ser el Summe sacerdot d'Amon a Tebes entre el 1054 i el 1045 aC.

## Biografia
Era fill del rei Pinedjem I, que va ser Summe Sacerdot d'Amon i governant de facto de l'Alt Egipte des del 1070 aC; després es va declarar faraó el 1054 aC i Masaharta el va succeir com a Summe Sacerdot. La seva mare era probablement Duathathor-Henuttaui, filla de Ramsès XI, darrer governant de la XX dinastia. La seva tieta Tentamun, una altra filla de Ramsès, es va casar amb el faraó Esmendes I, que governava el Baix Egipte. Un dels germans de Masaharta va ser Psusennes I, que es va convertir en faraó quan va succeir a qui havia succeït a Esmendes, l'efímer Amenemnisu.
| G3 | Aa18 | O4 · Z1 | r · V13 |

| G3 | Aa18 | O4 · Z1 | r · V13 |

És probable que la seva dona fos la Cantant d'Amon Tayuheret, la mòmia de la qual es trobava a l'amagatall de Deir el-Bahri. És possible que tingués una filla anomenada Isetemkheb, ja que una dona amb aquest nom se la descriu com a filla d'un summe sacerdot en els seus objectes funeraris; també és possible que fos filla de Menkheperre.
L'Esposa del déu Amon en el temps de Masaharta com a summe sacerdot sembla que va ser la seva germana Maatkare.